# Belgijska Wyprawa Antarktyczna

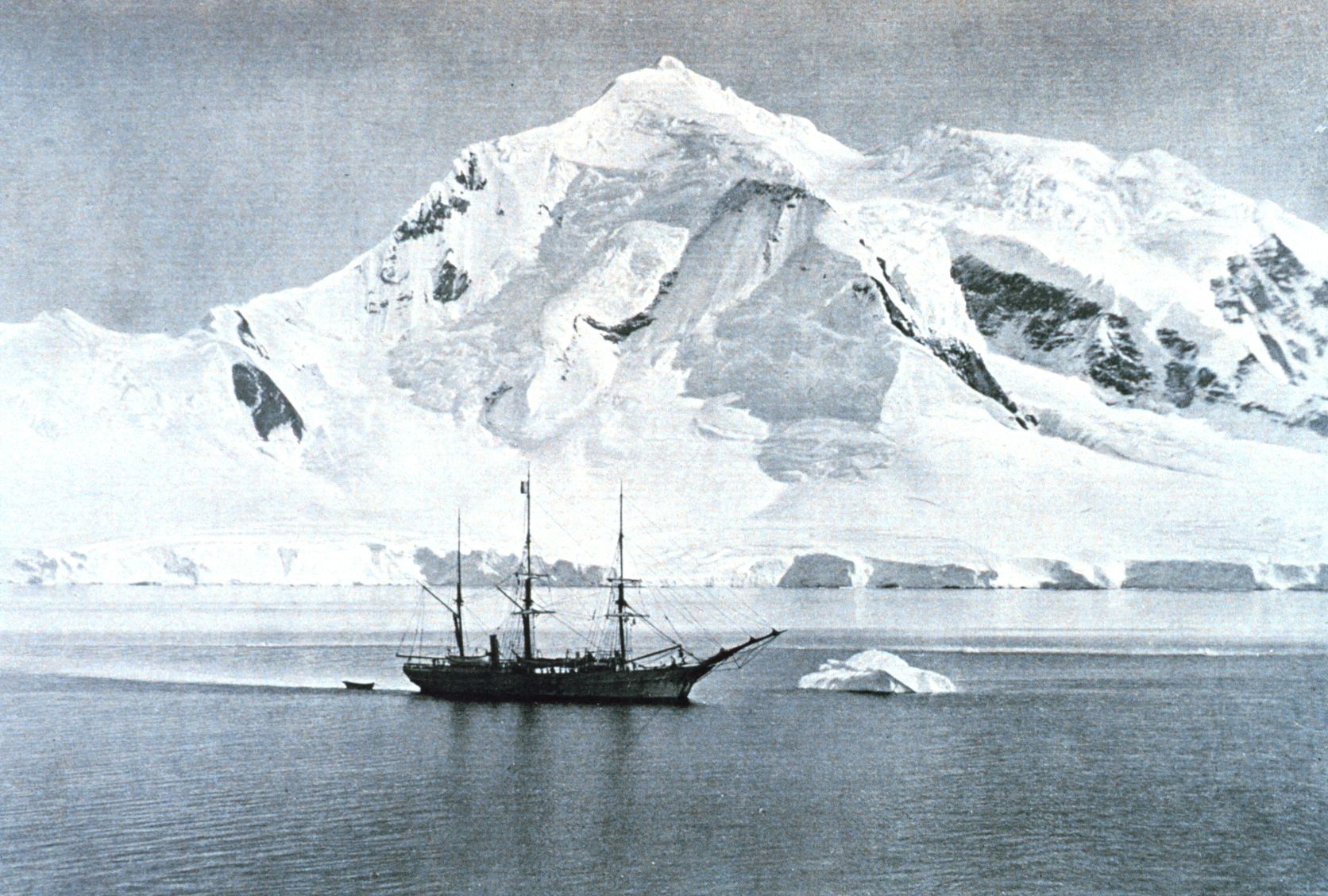
Belgica zakotwiczona w 1898 r. w zatoce, u podnóża Mount William (1515 m n.p.m.)

Belgijska Wyprawa Antarktyczna także Belgica – wyprawa naukowo-badawcza na Antarktykę, trwająca od 16 sierpnia 1897 roku do 5 listopada 1899.
Nazwa ekspedycji pochodzi od belgijskiego statku badawczego Belgica, zakupionego w 1896 roku przez organizatora wyprawy – Adriena de Gerlache’a.
Uznawana za przełom w historii ekspedycji antarktycznych – dokonano wówczas pierwszego zimowania na Antarktydzie i zgromadzono wiedzę kluczową dla dalszych badań antarktycznych w zakresie geologii, meteorologii, glacjologii i oceanografii.

## Historia
W 1895 roku Szósty Międzynarodowy Kongres Geograficzny w Londynie przyjął rezolucję wzywającą do zbadania Antarktyki, która była najważniejszym obszarem jeszcze niezbadanym. Na wezwanie jako pierwsza odpowiedziała Belgia. W 1895 roku plany ekspedycji przedstawił Belgijskiemu Towarzystwu Geograficznemu młody oficer marynarki belgijskiej Adrien de Gerlache de Gomery (1866–1934). Towarzystwo szybko je zaaprobowało i wkrótce rozpoczęto publiczną zbiórkę pieniędzy na sfinansowanie wyprawy. Patronat nad ekspedycją objął książę Albert a rząd belgijski dołożył 100 tys. franków.
W lipcu 1896 roku de Gerlache zakupił dawny norweski statek wielorybniczy Patria, który został przemianowany na Belgica.

## Załoga ekspedycji

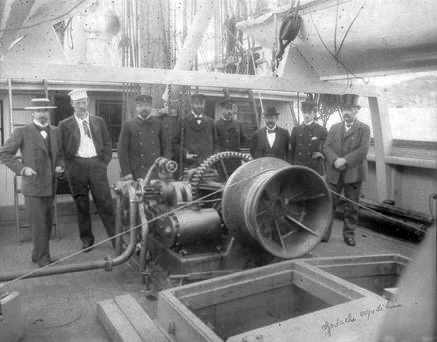
Część członków załogi na pokładzie statku „Belgica”, od lewej: Adrien de Gerlache, Fridtjof Nansen, Somers, Danco, Roald Amundsen, Bryde, Van Rysselberghe i Andvord

Wśród członków ekspedycji znalazło się wielu znanych badaczy z wielu krajów:
- Adrien de Gerlache (1866–1934) – Belg, organizator i komendant wyprawy
- Georges Lecointe (1869–1929) – Belg, kapitan, zastępca komendanta wyprawy, hydrograf
- Roald Amundsen (1872–1928) – Norweg, starszy oficer; Amundsen wiele nauczył się podczas tej wyprawy, m.in. jak zapobiegać szkorbutowi
- Frederick Albert Cook (1865–1940) – Amerykanin, chirurg, antropolog, fotografik
- Henryk Arctowski (1871–1958) – Polak, geolog, oceanograf i meteorolog
- Emile Danco (1869–1898) – Belg, prowadził badania i obserwacje geofizyczne; zmarł podczas zimowania
- Emil Racoviță (1868–1947) – Rumun, biolog (zoolog i botanik) i speleolog
- Antoni Bolesław Dobrowolski (1872–1954) – Polak, asystent meteorologa
- Jules Melaerts (1876–?) – Belg, trzeci oficer
- Henri Somers (1863–?) – Belg, pierwszy mechanik
- Max Van Rysselberghe (1878–?) – Belg, mechanik
- Louis Michotte (1868–1926) – Belg, kucharz
- Adam Tollefsen (1866–?) – Norweg, marynarz
- Ludvig-Hjalmar Johansen (1872–?) – Norweg, marynarz
- Engelbret Knudsen (1876–1900) – Norweg, marynarz
- Gustave-Gaston Dufour (1876–1940) – Belg, marynarz
- Jean Van Mirlo (1877–1964) – Belg, marynarz
- Carl August Wiencke (1877–1898) – Norweg, marynarz; Wiencke został zmyty z pokładu podczas drogi w kierunku Antarktyki i utonął
- Johan Koren (1877–1919) – Norweg, marynarz, asystent zoologa

## Przebieg wyprawy

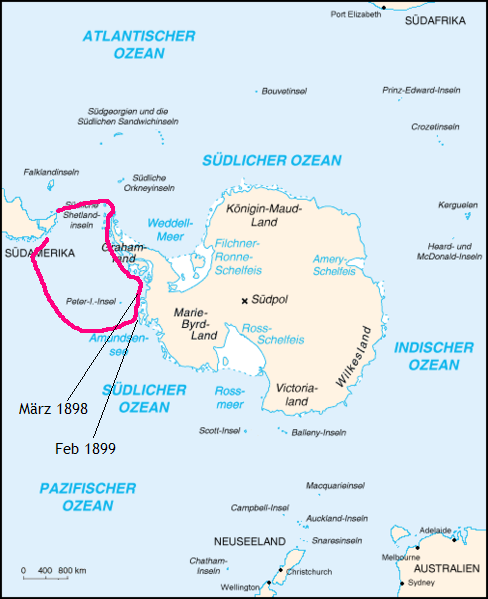
Trasa wyprawy

16 sierpnia 1897 roku statek Belgica został zwodowany w porcie w Antwerpii i tydzień później wypłynął z portu w Ostendzie. Zatrzymując się po drodze w portach Funchal, Rio de Janeiro i Montevideo, dotarła 1 grudnia 1897 roku do Punta Arenas, gdzie do wyprawy dołączył Emil Racoviță. Następnie Belgica udała się do Argentyny i 14 stycznia 1898 roku zaczęła przeprawę przez Cieśninę Drake’a. 22 stycznia zerwał się sztorm, norweski marynarz Wiencke został zmyty z pokładu i utonął.
Belgica wpłynęła na wody Hughes Bay i dalej na południe, manewrując pomiędzy licznymi wyspami Cieśniny Gerlache’a. Wyspy zostały zbadane i nazwane przez uczestników ekspedycji. De Gerlache i Danco przeprowadzili wówczas pierwszą wyprawę badawczą saniami na Brabant Island.
Wyprawa płynęła dalej na południe przez Neumayer Channel, Cieśninę Bismarcka i Lemaire Channel, statek przekroczył koło podbiegunowe południowe 15 lutego 1898 roku. 16 lutego dostrzeżono Wyspę Adelajdy i niedługo później Wyspę Aleksandra. Po półrocznym rejsie 2 marca 1898 roku Belgica została unieruchomiona w krze lodowej na Morzu Bellingshausena. Uczestnicy wyprawy zostali uwięzieni i zmuszeni do spędzenia zimy w bardzo niesprzyjających warunkach. Na zewnątrz temperatura dochodziła do –37 °C i wiały bardzo silne i dokuczliwe wiatry. Statek został przystosowany do zimowania, a na lodzie rozstawiono obóz. Zaczęto prowadzić również badania z zakresu meteorologii, oceanografii, biologii i magnetyzmu. Kra z uwięzionym statkiem dryfowała na zachód wzdłuż 70° równoleżnika. Prawie wszyscy członkowie wyprawy zaczęli cierpieć na szkorbut. Cook nie zdradzał objawów, stosując dietę z mięsa fok i pingwinów. Jednego z norweskich marynarzy dopadła mania prześladowcza. Podczas zimowania, 5 czerwca 1898 roku zmarł chory na serce Emile Danco. Pomimo licznych prób przełamania lodu, ostateczne uwolnienie statku nastąpiło dopiero 14 marca 1899 roku.
28 marca 1899 roku statek dopłynął do Punta Arenas, a 5 listopada 1899 zawinął do portu w Antwerpii.

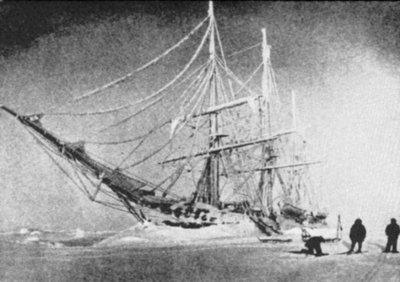
Belgica zanim utknęła w lodzie
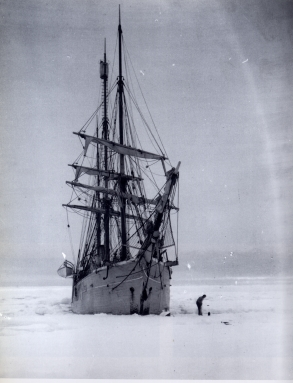
Belgica w okowach lodu
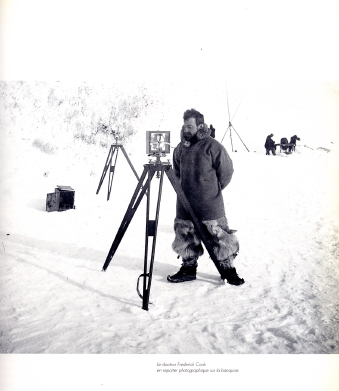
Frederick Cook
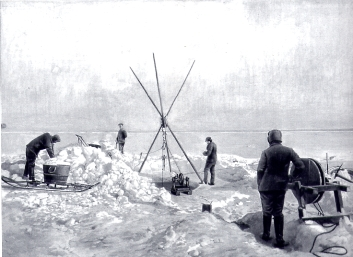
Prace badawcze
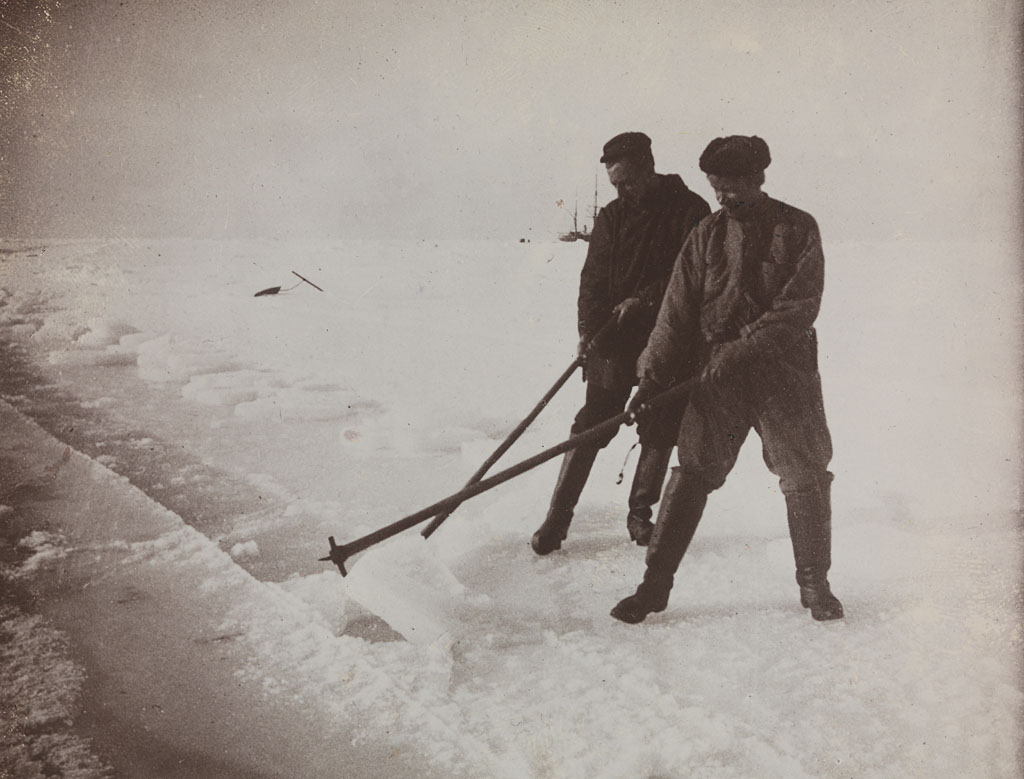
Roald Amundsen i Engelbret Knudsen

## Znaczenie wyprawy
Belgijską wyprawę uznaje się za jeden z kamieni milowych w historii ekspedycji antarktycznych. Po raz pierwszy udowodniono bowiem, że człowiek może przetrwać antarktyczną zimę wraz z towarzyszącą jej nocą polarną. Ponadto dzięki przeprowadzonym całorocznym obserwacjom, zebranym próbkom geologicznym i zbiorom flory i fauny, mapom i fotografiom, zgromadzono szczegółową wiedzę, która była przełomowa dla dalszych badań antarktycznych. Zgromadzone materiały, wydane w 10-tomowym dziele Expédition antarctique belge – résultats du voyage du s.y. Belgica en 1897-1898-1899 sous le commandement de A. de Gerlache de Gomery, stały się podwaliną nowoczesnych badań geologicznych, meteorologicznych, glacjologicznych i oceanograficznych regionów polarnych.